# Orange (tvrtka)
Orange je francuska telekomunikacijska tvrtka sa sjedištem u Issy-les-Moulineauxu, predgrađu Pariza. Na kraju 2019. imala je gotovo 266 milijuna kupaca širom svijeta, što je više u odnosu na one objavljene u 2018. U 2019. godini tvrtka je lider ili drugi operater u 75% europskih zemalja u kojima je osnovana. U Africi i na Bliskom Istoku zastupljena je 83%.

## Vanjske poveznice
- Orange Group